# ヌビアン (駆逐艦・2代)
ヌビアン (HMS Nubian, L36/F36/G36) は、イギリス海軍の駆逐艦。トライバル級。艦名はヌビア地方に暮らすヌビア人にちなむ。「ヌビアン」の名を持つ艦としては二代目。
ヌビアンは第二次世界大戦において、軽巡洋艦オライオン及び駆逐艦ジャーヴィスと共に戦艦ウォースパイトの14個 に次ぐ13個の戦闘名誉章 (Battle honour) を受章した武勲めでたい艦として知られる。

## 艦歴
ヌビアンは1936年8月10日にサウサンプトンのソーニクロフト社で起工、1937年12月21日に進水し1938年12月6日に艦長リチャード・W・レーヴェンヒル中佐の指揮の下で就役した。就役後はトライバル級駆逐艦で編成された第1トライバル駆逐艦戦隊（1st Tribal Destroyer Flotilla）に配属され、地中海艦隊で活動した。

### 1939年
1939年9月に第二次世界大戦が始まると、ヌビアンは戦隊の僚艦と共に本国近海で活動する。ヌビアンは護衛任務やドイツ艦船の捜索のほか、阻塞気球の曳航実験にも従事している。12月28日にはU-30の雷撃で損傷した戦艦バーラムの帰投を護衛した。

### 1940年
1940年2月にヌビアンは、通商破壊を行う装甲艦グラーフ・シュペーの補給船であるアルトマルク号の捜索に従事。4月にはノルウェーの戦いに派遣された。1940年5月、ヌビアンは駆逐艦ケリー、マオリ、ヘイスティ、インペリアルと共にナムソスからの撤退作戦に参加する。撤退は無事に終了したものの、帰路にドイツ軍機による激しい空襲で駆逐艦アフリディとフランス海軍のビゾンが失われた。スカパ・フローに帰還後、ヌビアンのペナント・ナンバーはG36に変更されている。
同月、ヌビアンはジャーヴィス、ジェーナス、ジュノー、モホークと共にフィリップ・ジョン・マック大佐率いる第14駆逐艦戦隊（14th Destroyer Flotilla）の指揮下に入ることになった。5月18日、ヌビアンらは紅海に派遣される第5駆逐艦戦隊（5th Destroyer Flotilla）所属のK級駆逐艦4隻と共にプリマスを発ちアレキサンドリアへ移動した。ヌビアンらはイタリアが参戦する2週間前の5月25日にアレキサンドリアへ到着した。
地中海の戦いで、ヌビアンは敵艦の掃討、陸軍への支援砲撃、輸送船団の護衛、艦隊護衛といった様々な任務に従事することになった。
イタリア参戦後の最初の地中海艦隊の出撃に参加。続いて対潜掃討作戦（MD2作戦）や、エーゲ海からエジプトへの船団の護衛（MA3作戦）に参加した。
1940年7月にカラブリア沖海戦に参加、8月には地中海艦隊に配備されるために移動する戦艦ヴァリアント、空母イラストリアスらを護衛した（ハッツ作戦）。9月17日、重巡洋艦ケントがヌビアンとモホークを伴ってバルディア砲撃へと赴く途中でイタリア軍のサヴォイア・マルケッティ SM.79の攻撃を受けてケントが被雷し、ヌビアンはケントをアレクサンドリアまで曳航した。11月12日には、ヌビアンを含むX部隊はMB8作戦の一環として商船4隻及び護衛の水雷艇ニコラ・ファブリッツィと仮装巡洋艦ラム3世からなるイタリア船団を攻撃、商船4隻全てを沈める勝利を得た（オトラント海峡海戦）。

### 1941年
1941年1月にヌビアンはマルタ島への大規模な輸送作戦であるMC4作戦（エクセス作戦）に参加、戦艦ウォースパイト、ヴァリアント、空母イラストリアスを含むA部隊（Force A）の護衛を担当した。3月にはマタパン岬沖海戦に参加、航空魚雷の命中で落伍していたイタリア海軍の重巡洋艦ポーラに接近し、ジャーヴィスと共にポーラを雷撃処分した。翌4月には、タリゴ船団の戦いにおいてヌビアンは僚艦と共にイタリアの輸送船団を護衛艦艇もろとも全滅させる功績をあげた。
5月初めにMD.4作戦（タイガー作戦）に護衛として参加後、ヌビアンはクレタ島の戦いに加わったが、この戦いでは多くの艦艇が失われた。5月26日にヌビアンはドイツ空軍機の爆撃を受け大破してしまう。ヌビアンは艦尾部の水線から上を全て失い、戦死者7名・負傷者12名を出した。舵も破壊されたが、幸いなことに推進器は無事だったため20ノットで航行が可能だった。ヌビアンはジャッカルの援護を受けながら、なんとかアレキサンドリアへ帰投することができた。しかしながら多大な損害を負ったヌビアンは6月12日にインドのボンベイへ曳航され、以降18か月間の長期修理を受けることになった。この修理に合わせて、3番砲が4インチ連装高角砲に換装されたり286M型レーダーが搭載されるなどの改良も行われた。

### 1942年
修理が完了したヌビアンは1942年11月、第14駆逐艦戦隊に復帰した。同月にヌビアンはマルタ島の包囲が解かれて初となる大規模輸送作戦ストーンエイジ作戦に参加、同月28日には敵船団攻撃のためK部隊に加わった。12月2日、ヌビアンはジャーヴィス、ジャベリン、ケルヴィンと共に、アルバコア雷撃機により撃沈された輸送船の乗員を救助中だったイタリアの水雷艇ルポを捕捉、撃沈している。

### 1943年
1943年1月8日、ヌビアンとケルヴィンはクリアト諸島沖で原動機付帆船3隻を沈めた（実際はイタリア船団が落としていったガソリンタンクを攻撃）と報告した。翌日、帆船1隻を沈めた。1月16日、ヌビアンとケルヴィンはトリポリからランペドゥーザ島へ向かっていた商船ダンヌンツィオ（D'Annunzio、4,537トン）と護衛のイタリア水雷艇ペルセオを攻撃し、ダンヌンツィオを沈めペルセオを損傷させた。
1月18日から19日または19日から20日の夜、ヌビアンは駆逐艦パケナムとギリシャ海軍のヴァシリッサ・オルガと共にイタリアの小型輸送船ストロムボリを沈めた。
1月22日、軽巡洋艦クレオパトラ、ユーライアラスと駆逐艦ヌビアン、ケルヴィン、ジャーヴィス、ジャヴェリンはズワーラ砲撃を行った。
4月30日、ヌビアンは駆逐艦パラディンと共同でイタリアの輸送船ファウナを撃沈、パラディン及びペタードと哨戒中だった5月3日にはイタリア船カンポバッソと護衛の水雷艇ペルセオを発見、2隻とも撃沈している。5月7日にヌビアンは駆逐艦ラフォーレイ、ロイヤル、ターターと共に、ボン岬沖でドイツ海軍の掃海艇M6616アルバ・エーダーとイタリア海軍の曳船ポルト・チェザーレオを沈めた。
6月、ヌビアンはパンテッレリーア島への上陸（コークスクリュー作戦）を支援。6月20日にはトリポリからマルタ島へ向かう国王ジョージ6世の御召艦である軽巡洋艦オーロラをジャーヴィス、ルックアウト、エスキモーと共に護衛した。その後もヌビアンはシチリアとサレルノへの上陸作戦を援護している。
1943年12月に本国へ帰還後は、1944年4月までメインマストのラティスマストへの変更や短波方向探知機（HF/DF）、285型レーダーの装備などを含む改修作業に費やした。

### 1944年
1944年5月に復帰後は本国艦隊第3駆逐艦戦隊（3rd Destroyer Flotilla）所属となり、6月にはノルマンディー上陸作戦を支援。その後は北極海をゆく援ソ船団と、ノルウェー沿岸で行動する本国艦隊の護衛を行った。ノルウェーでの活動には、トロンハイム・フィヨルドのUボート基地とアルタフィヨルドに潜む戦艦ティルピッツへの空襲作戦が含まれる。12月、ヌビアンは第10駆逐艦戦隊（10th Destroyer Flotilla）へ転籍し、同じトライバル級駆逐艦アシャンティ、エスキモー、ターターと共に海峡南西口で活動した。

### 1945年
1945年に入るとヌビアンは極東への派遣が決まり、1945年3月にトリンコマリーで東インド諸島艦隊に加入する。4月に戦艦クイーン・エリザベス、フランス海軍のリシュリューなどからなる第63任務部隊（Force 63）に配属されたヌビアンはビルマの戦いでラングーンへ上陸するイギリス軍を支援（ビショップ作戦）、翌5月には、アンダマン・ニコバル諸島周辺の日本軍基地や艦船を攻撃する護衛空母の護衛にあたった。
6月5日、ヌビアンと駆逐艦ターター、エスキモー、ペン、パラディンからなる第65部隊（Force 65）はニコバル諸島・サバン間での船舶攻撃を目的としてトリンコマリーより出撃した（イレギュラー作戦）。6月12日、アンダマンからの兵力輸送を行うため派遣されていた日本の第57号駆潜艇および第二黒潮丸をロンド島の北西でレーダーで捉え、ヌビアンが砲撃で第57号駆潜艇を沈め、エスキモーが雷撃で第二黒潮丸を沈めた。これは、第二次世界大戦において物資輸送の妨害を目的としたイギリス海軍による最後の水上戦闘であった。退避中日本軍機の攻撃を受け、ヌビアンから15ヤードの場所で爆弾が爆発したものの被害は無かった。

### 戦後
日本がポツダム宣言の受諾を表明した後の9月2日には、ヌビアンは戦艦ネルソンらを護衛してペナンに入港し、現地の日本軍部隊の降伏を受け入れた。
ヌビアンは9月下旬に退役のため本国へ向けて出港、11月18日にポーツマスに到着し予備役に編入された。ヌビアンは1948年に廃棄リストに載り、ストリヴェン湖で標的艦として爆発物の実験に用いられた。
ヌビアンは1949年6月11日にブリティッシュ・アイアン・アンド・スチール・コーポレーション（BISCO）にスクラップとして売却され、曳航後6月25日にブリトン・フェリーの解体地へ到着した。

## 栄典
ヌビアンは生涯で13個の戦闘名誉章(Battle Honour)を受章した。
Norway 1940 ・ Calabria 1940 ・ Mediterranean 1940-43 ・ Libya 1940 ・ Matapan 1941 ・ Sfax 1941 ・ Greece 1941 ・ Crete 1941 ・ Malta Convoys 1941 ・ Sicily 1943 ・Salerno 1943 ・ Arctic 1944 ・ Burma 1944-45
この記録に並ぶのはヌビアンと共に地中海で戦った軽巡洋艦オライオン及び駆逐艦ジャーヴィスの2隻だけであり、二度の世界大戦に参加した地中海艦隊旗艦、戦艦ウォースパイトただ1隻のみが上回っている。